# Nikon D5300
Die Nikon D5300 ist eine digitale Spiegelreflexkamera des japanischen Herstellers Nikon. Sie wurde im November 2013 auf den Markt gebracht.

## Technische Merkmale
Der 24,2-Megapixel-Bildsensor erlaubt Aufnahmen mit maximal 6000 × 4000 Pixeln. Er besitzt eine Größe von 23,5 mm × 15,6 mm (Herstellerbezeichnung DX-Format) und stammt vom japanischen Hersteller Sony.
Die Kamera besitzt eine Serienbildgeschwindigkeit von 5 Bildern pro Sekunde und verfügt über 39 Autofokus-Messfelder.
Sie hat ein eingebautes W-LAN-Modul zur Fernsteuerung durch Smartphones oder Tabletcomputer sowie ein eingebautes GPS-Modul zur Georeferenzierung der Fotos.
Das 3-Zoll-Display ist dreh- und schwenkbar und hat eine Auflösung von 1.037.000 Subpixeln.
Neben Fotos kann die Kamera auch Digitalvideos im Full-HD-Format aufnehmen. Die Formate 
1920 × 1080, 1280 × 720 und 640 × 424 Pixel sind jeweils mit unterschiedlichen Bildwiederholfrequenzen möglich.

## Zubehör
Die Kamera besitzt eine Zubehörschnittstelle, an die beispielsweise der Funkauslöser WR-T10 angeschlossen werden kann. Außerdem können Kabelauslöser oder externer GPS-Empfänger dort angeschlossen werden.
Die Kamera hat keinen Motor zur Fokussierung von älteren Objektiven. Diese Objektive (mit AF bzw. F-Bajonett) können zwar verwendet werden, müssen aber manuell fokussiert werden.